# Zentiva Czech Open
Il Zentiva Czech Open è stato un torneo professionistico di tennis giocato su campi in cemento indoor del Centro Sportivo Hala Club Hotel. Faceva parte dell'ITF Women's Circuit. Si giocava annualmente a Průhonice nella Repubblica Ceca con un montepremi pari a $25,000.

## Albo d'oro

### Singolare
| Anno       | Campionessa       | Finalista       | Punteggio     |
| ---------- | ----------------- | --------------- | ------------- |
| 2004       |                   |                 |               |
| 2003       | Sofia Arvidsson   | Virginie Pichet | 6–1, 6–2      |
| 2002       | Anna Zaporožanova | Sofia Arvidsson | 4–6, 6–4, 6–4 |
| 2000– 2001 | Non disputato     | Non disputato   | Non disputato |
| 1999       | Sandra Kleinová   | Adriana Jerabek | 6–2, 6–3      |
| 1998       |                   |                 |               |

### Doppio
| Anno       | Campionesse                         | Finaliste                            | Punteggio     |
| ---------- | ----------------------------------- | ------------------------------------ | ------------- |
| 2004       |                                     |                                      |               |
| 2003       | Mervana Jugić-Salkić Darija Jurak   | Olga Vymetalkova Gabriela Chmelinova | 7–5, 6–3      |
| 2002       | Sandra Kleinová Ľubomíra Kurhajcová | Libuše Průšová Renata Voráčová       | 7–6(12), 6–3  |
| 2000– 2001 | Non disputato                       | Non disputato                        | Non disputato |
| 1999       | Martina Suchá Helena Vildová        | Nadežda Ostrovskaja Tatiana Poutchek | 6–3, 2–6, 6–2 |
| 1998       |                                     |                                      |               |